# Вёрт-ам-Райн
Вёрт-ам-Райн (нем. Wörth am Rhein) — город в Германии, в земле Рейнланд-Пфальц. 
Входит в состав района Гермерсхайм.  Население составляет 17 268 человек (на 31 декабря 2010 года). Занимает площадь 131,64 км². Официальный код  —  07 3 34 501.

## Административное деление
Город подразделяется на 4 городских района.

## Экономика
В городе расположен крупнейший в мире завод по производству грузовиков компании Daimler Trucks (площадь — 3 млн. м², мощность — 80 000 единиц в год). 

## Фотографии

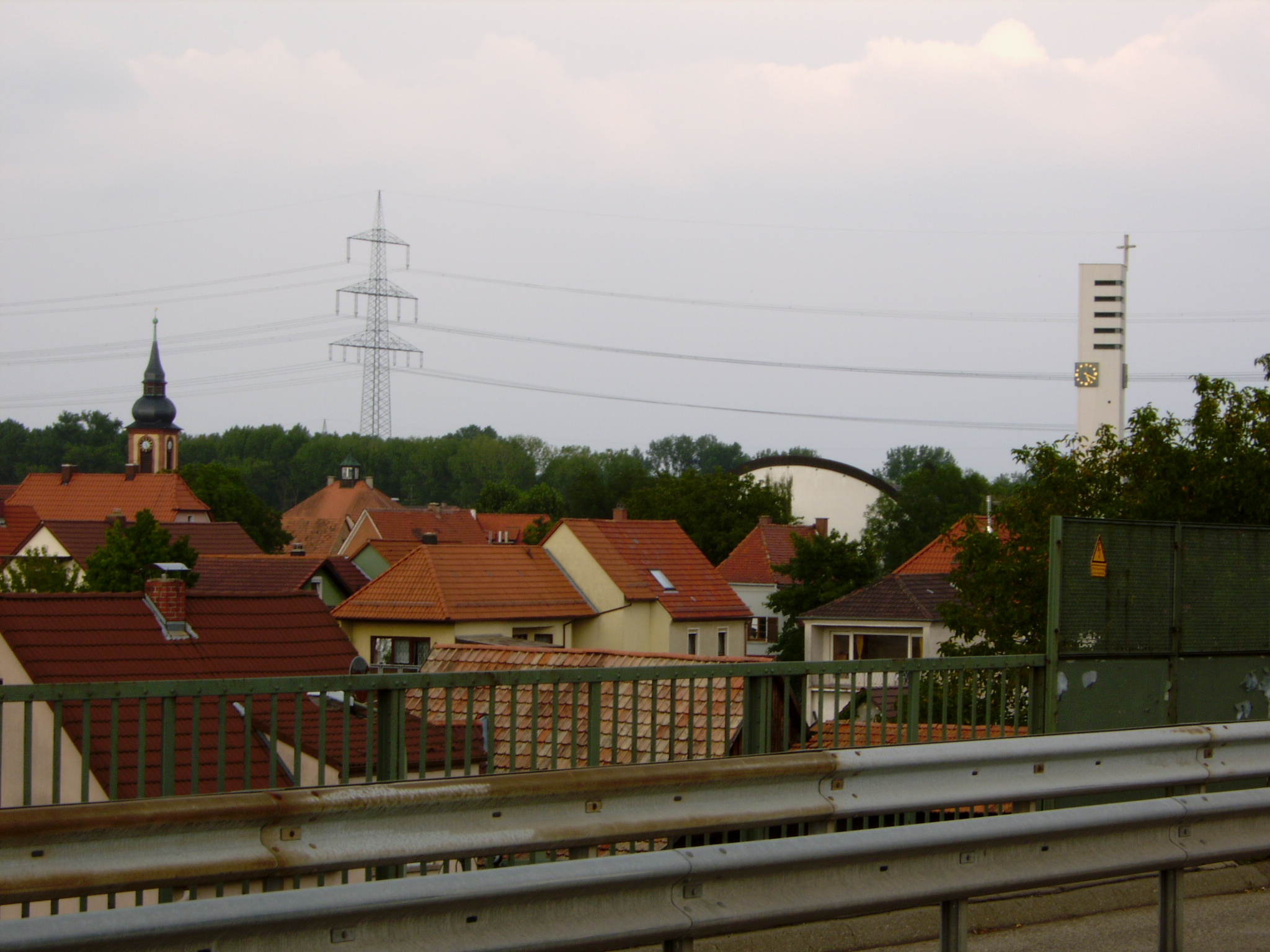
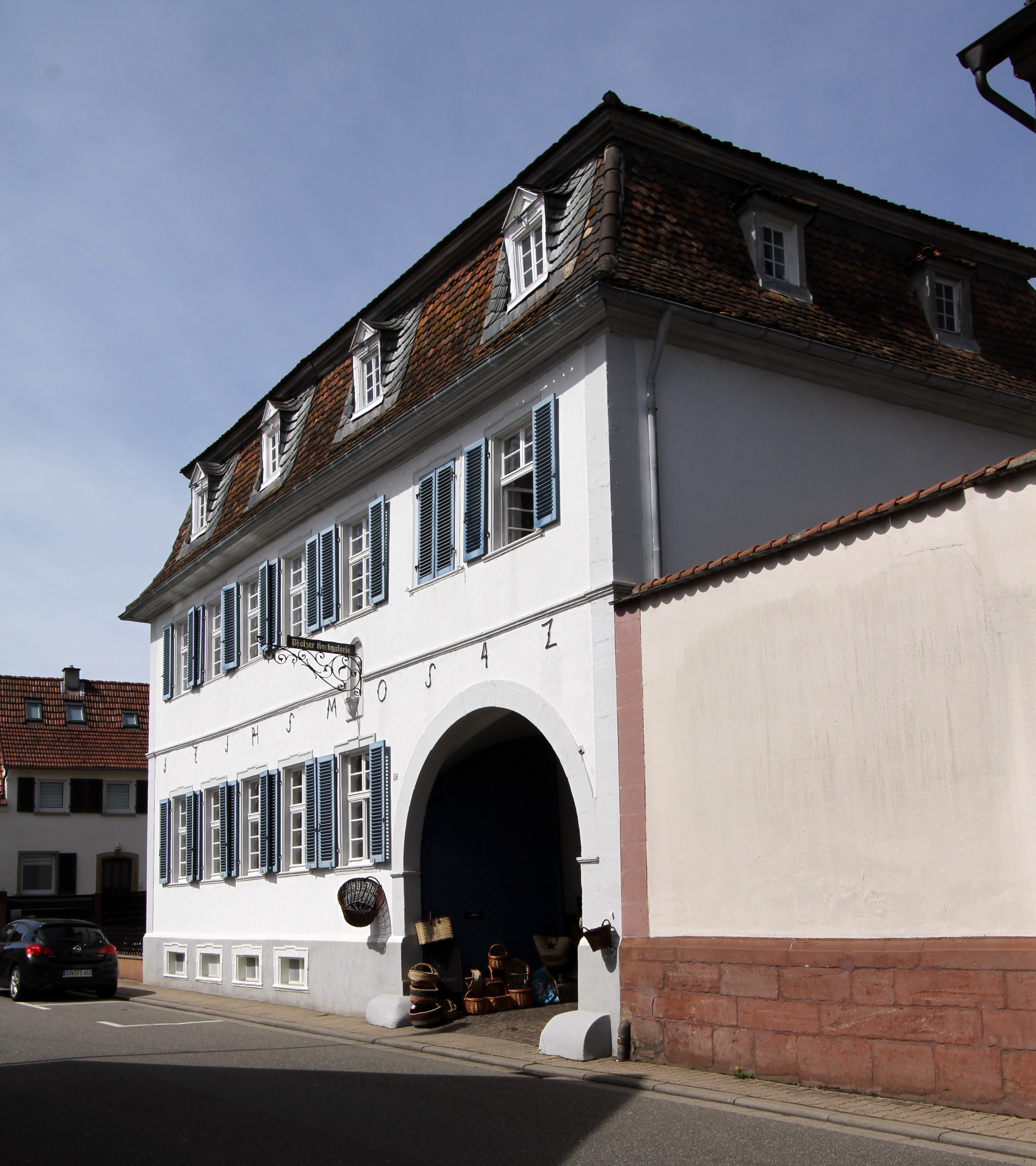
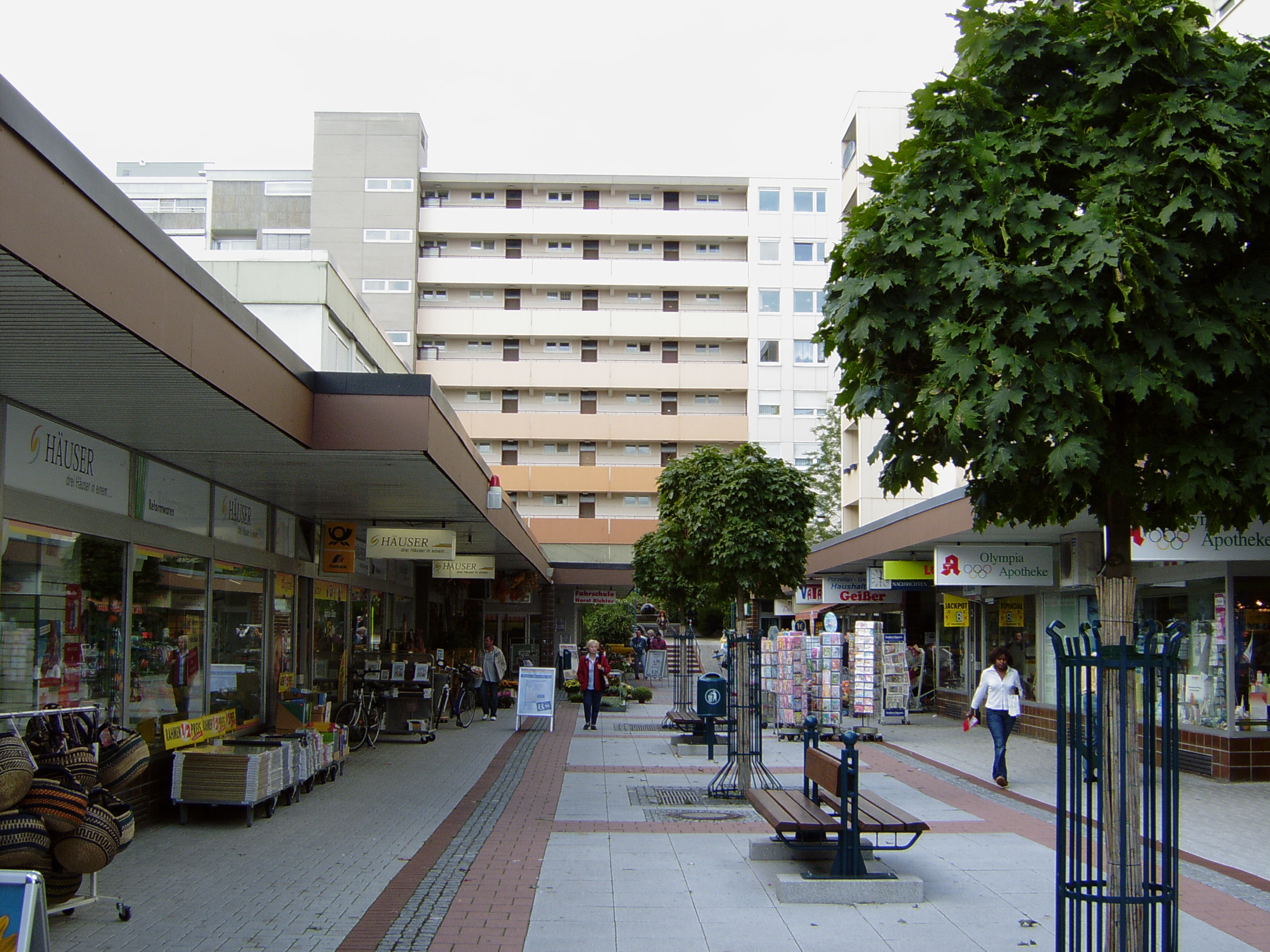
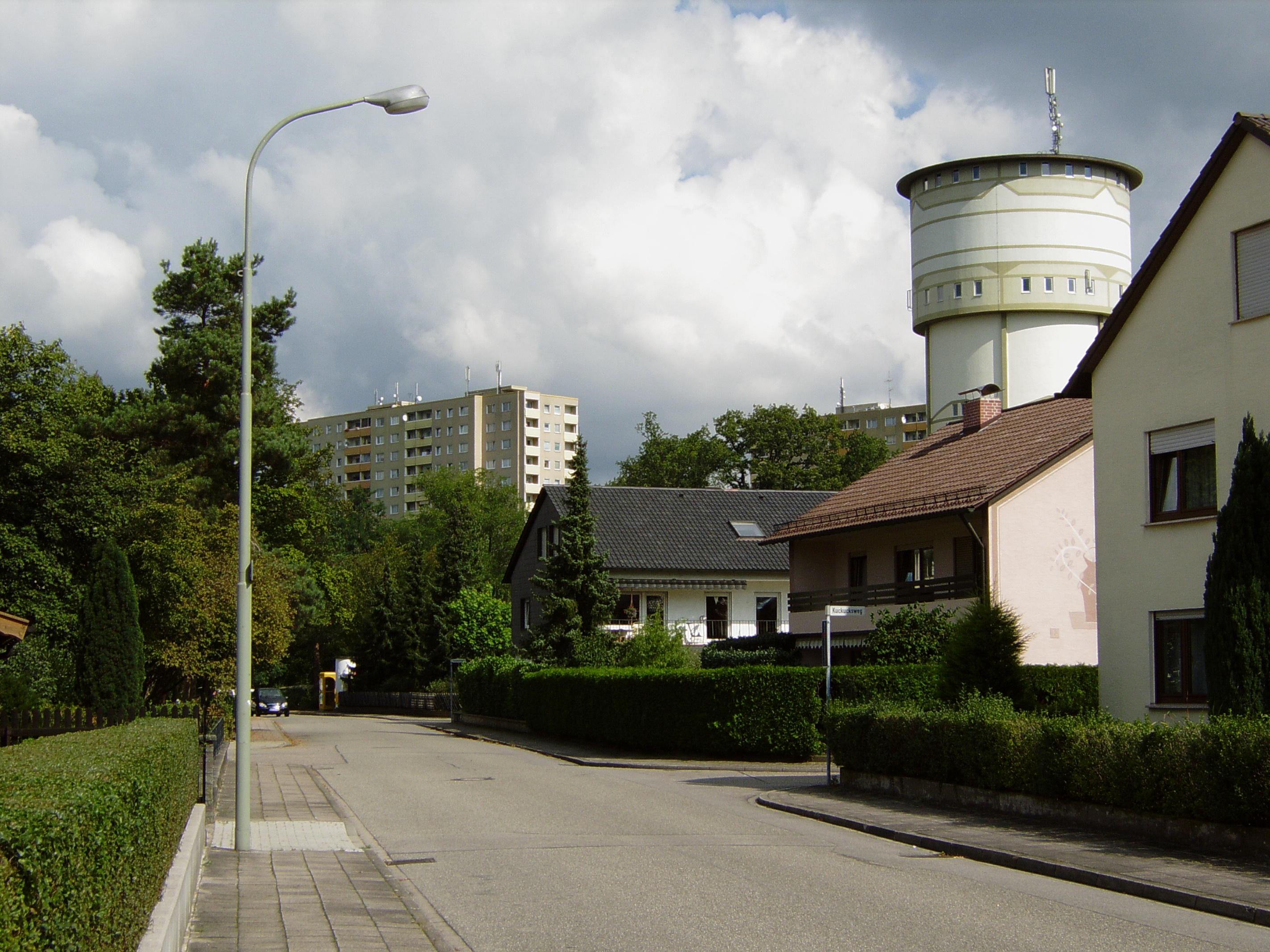
Водонапорная башня
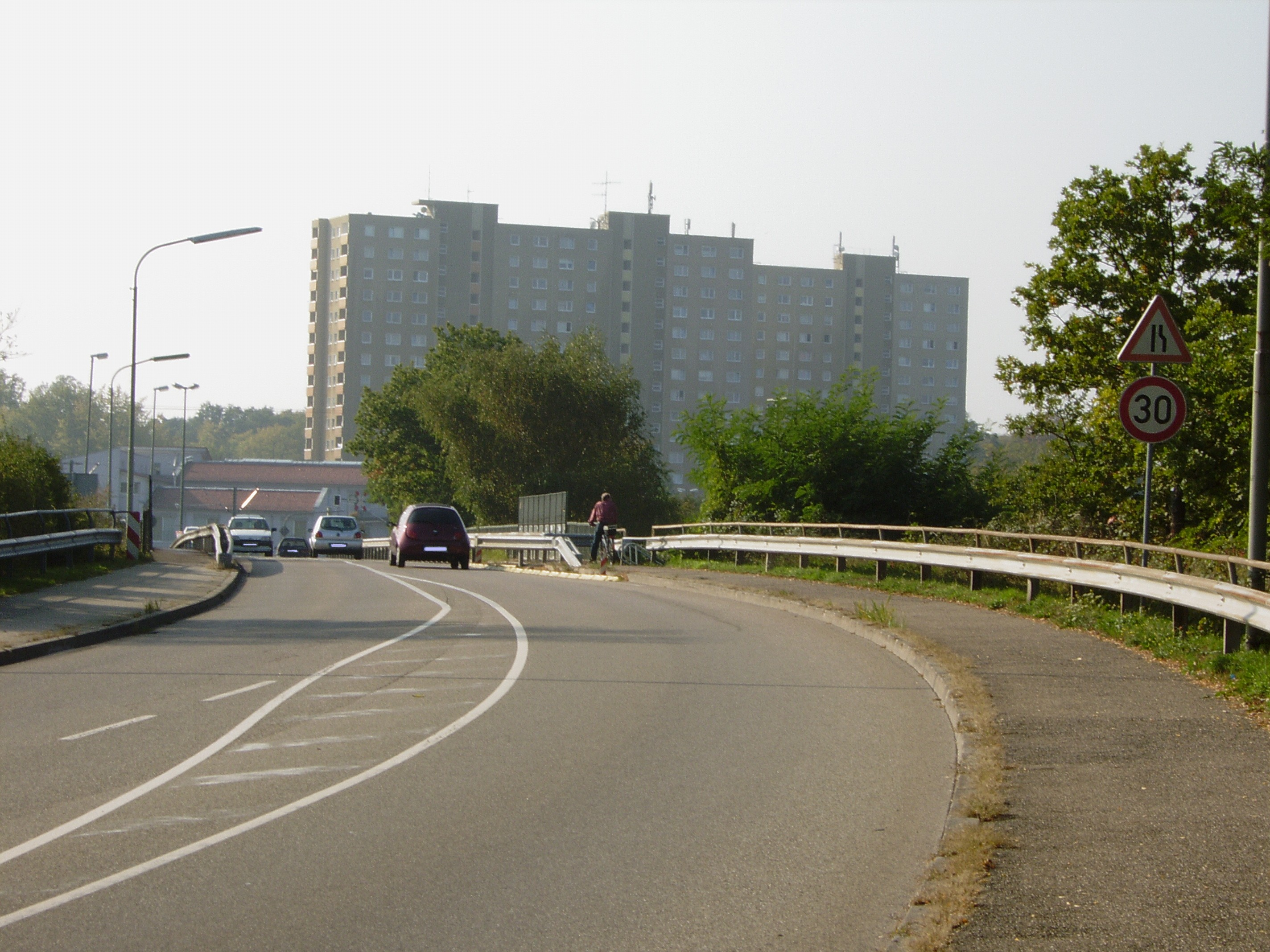
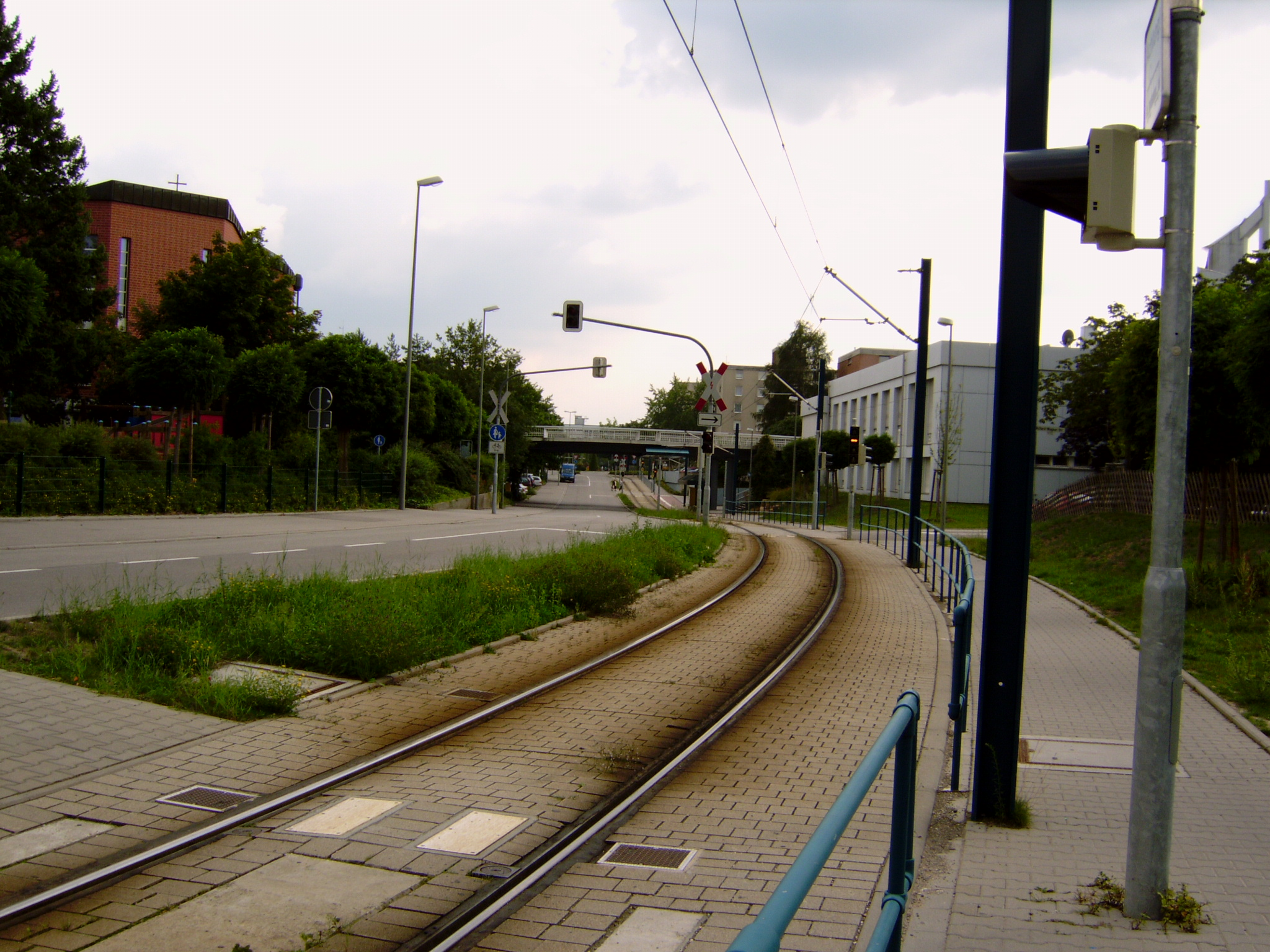
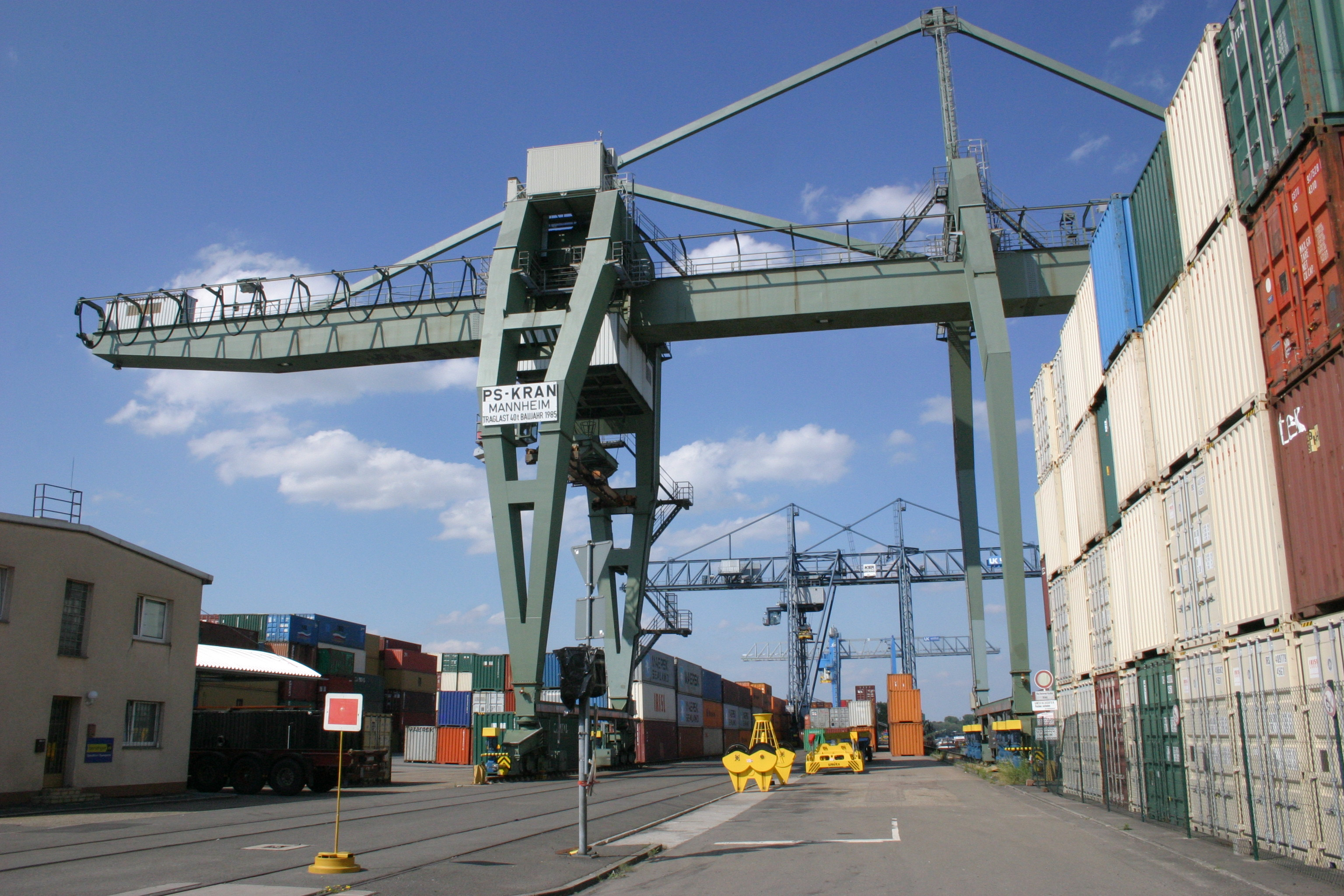
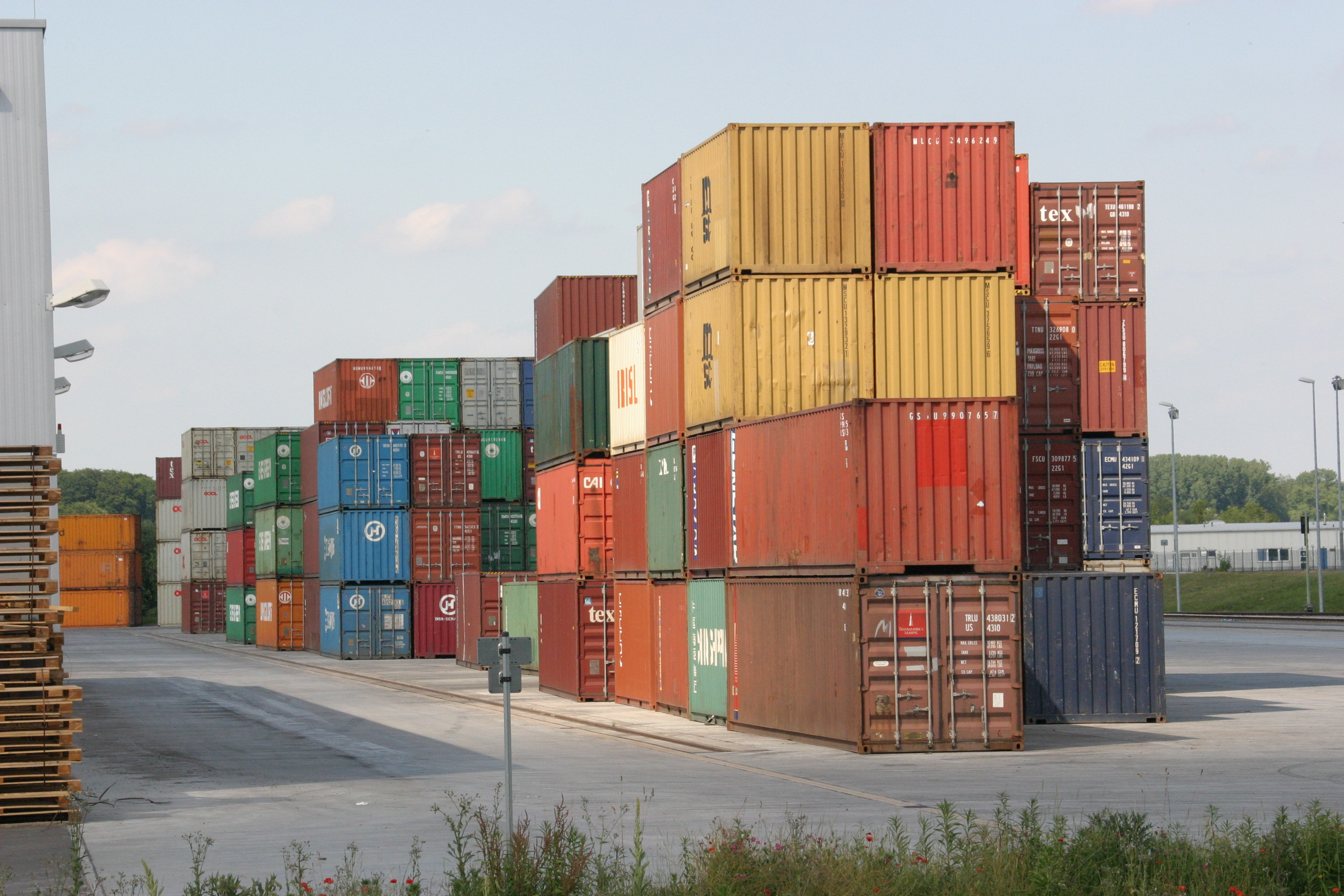